# バクナワ
バクナワ(Bakunawa)とは、巨大な海竜としてしばしば表現されるフィリピン神話セブ島の伝承の神。 冥界の神である。月食の原因であるとしばしば考えられた。大きな口がある巨大な海竜として、湖のほどの大きさ、赤い舌、ひげ、エラがあり2対の翼を羽ばたかせる。1つの翼が大きくて、もう片方の翼が小さい。翼の色は灰色で体の下側に見られるという。
バクナワに関する神話として、日食・月食の原因であるとするものがある。古代のフィリピン人は空を明るくするために天空神バサラ（Bathala）によって創造されたという「7つの月」があると信じていた。しかし月が飴玉のように見えておいしそうだったのか、バクナワは海から現れ空を飛び、口を大きく開け月を6つ飲み込んだ。飲み込まれた6つの月はバクナワの体内で溶けて行った。
バクナワによって残りの月が飲み込まれることを防ぐべく、古代フィリピン人たちは月食時には笛を吹き太鼓をならし、バクナワが月を食べるのを止めたという。このとき人間に見られたバクナワは恥ずかしくなり海に戻ったという。たった1つだけ残った月はバサラが竹やぶを月に植えて輝きを封じ込み、バクナワに見られないようにしたという。しかし、それでも竹やぶの影がなくなった時は月が丸の形に戻る。バクナワは満月の時でかつバサラ神が眠っている時に再び海から現れて食べようとするのだという。この時、下界の人間は楽器をかきならしてバクナワを追い払うという。